# 젖

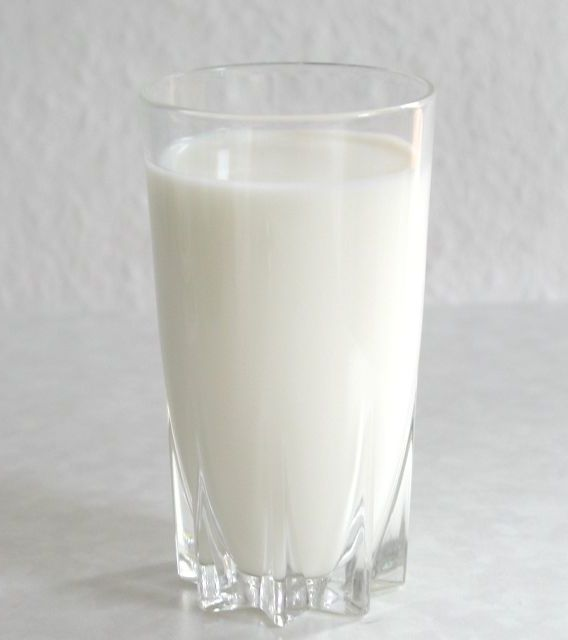
저온 살균한 우유의 모습.

젖은 포유류 암컷의 유선에서 만들어지는 액체이다. 유즙(乳汁)이라고도 부른다. 암컷 포유류가 새끼를 기르는 데 큰 역할을 한다. 보통 소, 양, 염소, 낙타 등의 젖을 식용으로 사용한다. 가공된 젖은 가공유(加工乳)로 부른다.
농업 제품으로서 유제품 우유는 주로 소와 같은 농장 동물에서 착유를 통해 수집된다. 2011년에는 낙농장에서 약 7억 3천만 톤(8억 숏 톤)의 우유를 생산했다. 이는 2억 6천만 마리의 젖소로부터 얻어진 것이다. 인도는 세계 최대 우유 생산국이자 탈지분유의 주요 수출국이다. 뉴질랜드, 독일, 네덜란드는 유제품 수출의 최대 국가이다. 7억 5천만에서 9억 명의 사람들이 낙농 가구에서 생활하고 있다.

## 용어
소의 젖은 우유(牛乳) 또는 소젖이라 불린다. 어미의 젖에서 나온 것은 모유(母乳) 또는 어미젖이라고 부른다.
"젖"을 뜻하는 영어 "밀크(milk)"나 한자어 "유(乳)"가 짐승에게서 난 것이 아닌 물질에 쓰이기도 한다. 이를테면,  콩으로 만든 두유
(豆乳), 아몬드를 첨가한 아몬드 밀크(almond milk), 코코넛으로 만든 코코넛 밀크(coconut mlik)를 들 수 있다.

## 소비 형태

### 젖먹이의 영양 공급

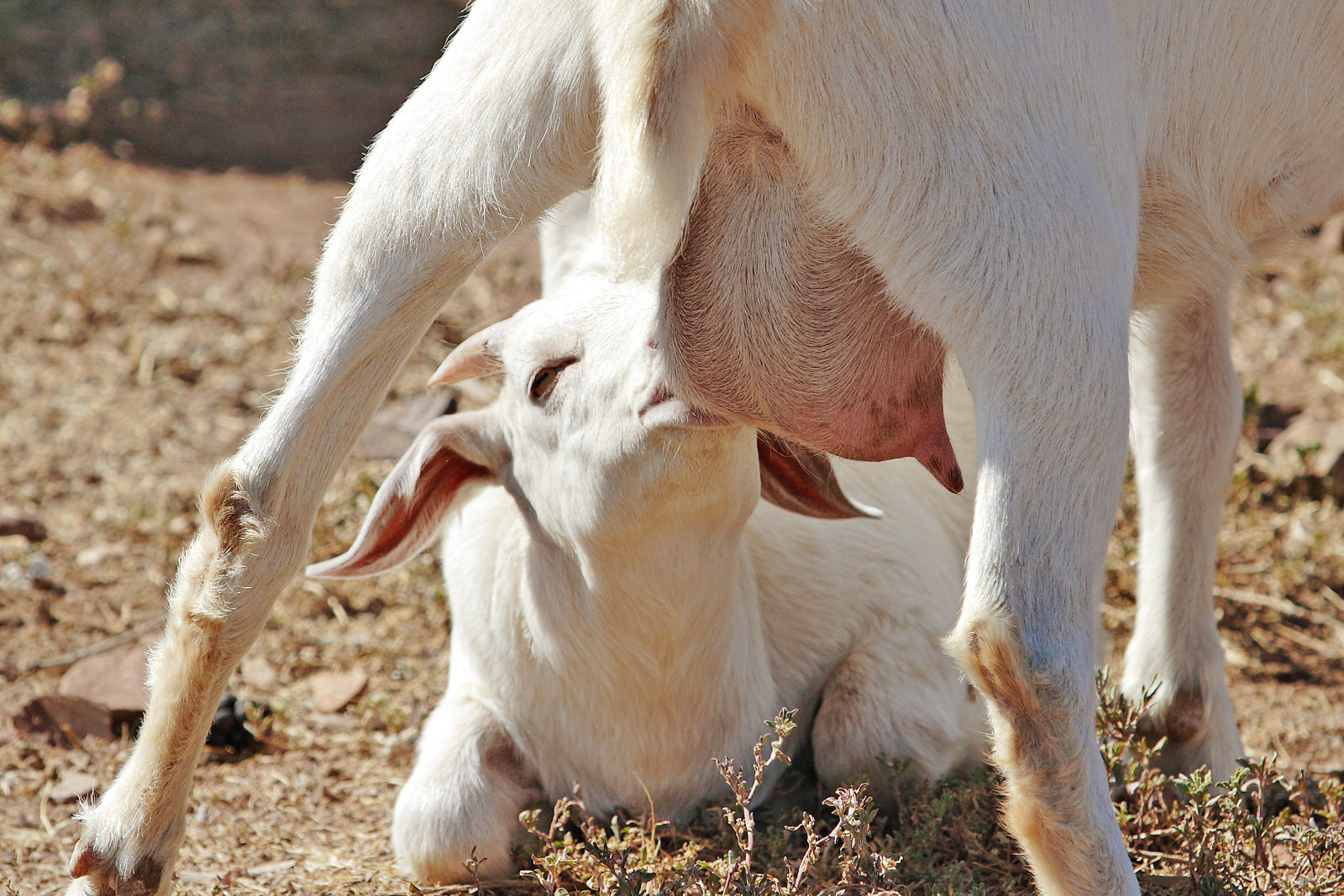
모유를 빨아먹고 있는 아기 염소

거의 모든 젖먹이 짐승에게서 젖은 모유를 먹임으로써 영아에게 젖을 바로 주며 젖을 따로 저장하여 놓았다가 나중에 주기도 한다. 역사적으로나 현재로나 일부 문화권에서는 어린 아이에게 모유를 주는 것을 7살이 될 때까지 멈추지 않는다.
단기적으로 모유 대신 염소의 신선한 젖을 주는 것이 서양 문화에서 일상화되어 있다. 그러나 이는 위험을 초래할 수 있는데 이를테면 전해질 불균형, 대사성 산성 혈액증, 거대적아구성빈혈, 알레르기 반응을 일으킬 수 있다.

### 사람을 위한 제품 생산
전 세계의 수많은 문화권, 특히 서양권에서 사람은 사람의 젖을 넘어 다른 짐승의 젖을 유제품으로 이용하기를 지속하였다. 보통은 살균 과정을 거쳐 그냥 마시지만, 소젖은 천 년에 걸쳐 유제품으로, 이를테면 크림, 버터, 발효유, 케피어, 아이스크림, 특히 더 오래가면서도 쉽게 옮길 수 있는 제품인 치즈 등으로 가공하여 왔다. 현대에 이르러 이러한 가공으로 말미암아 카세인, 유청 단백질, 락토스, 연유, 분유, 또 수많은 다른 음식 첨가물과 산업 제품을 만들어내었다.
2007년 기준, 세계 10대 우유 생산 국가와 그 생산량은 다음과 같다.
| 국가명                           | 생산량(단위:톤) | 국가명   | 생산량(단위:톤) |
| -------------------------------- | --------------- | -------- | --------------- |
| 미국                             | 84,189,067      | 브라질   | 26,944,064      |
| 인도                             | 42,890,000      | 프랑스   | 24,373,700      |
| 중국                             | 35,574,315      | 뉴질랜드 | 15,841,624      |
| 러시아                           | 31,914,914      | 영국     | 14,023,000      |
| 독일                             | 28,403,000      | 폴란드   | 12,096,005      |
| 국제연합식량농업기구 2007년 통계 |                 |          |                 |

## 원천
소뿐 아니라 다음의 가축들도 인간에게 유용한 유제품으로 이용한다
- 낙타
- 당나귀
- 염소
- 말
- 순록
- 양
- 물소
- 야크

## 역사

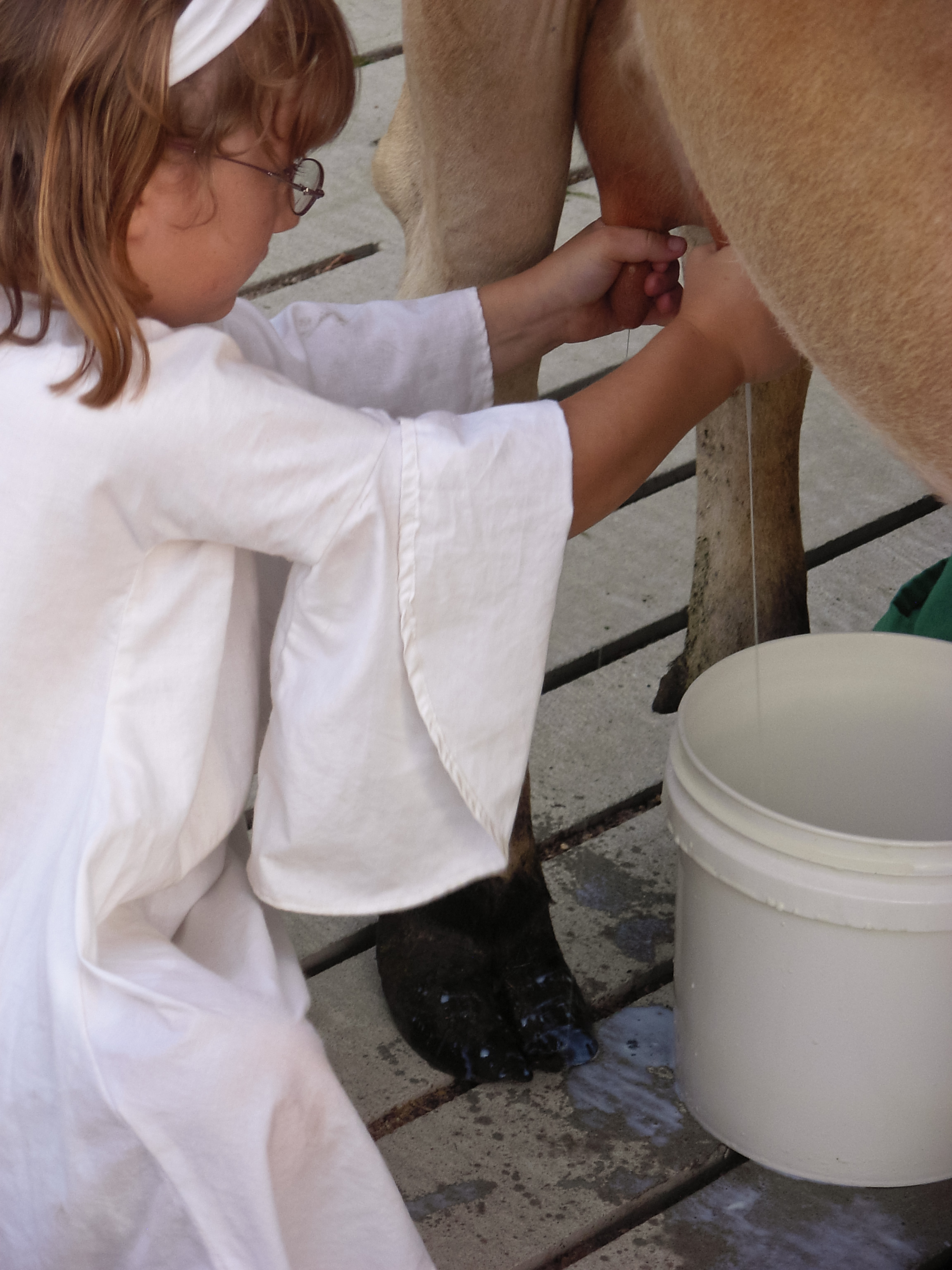
손으로 젖을 짜고 있는 소녀

짐승의 젖이 사람에게 처음 식용으로 쓰인 것은 2차 제품 혁명 시기인 기원전 5,000년 즈음이다. 소와 같은 짐승들이 처음으로 사육되었을 때에는 고기로만 이용하였던 것으로 짐작된다. 이러한 짐승들에게서 난 유제품들은 경작되지 않은 목초지를 더 효율적으로 사용할 수 있게 만들어 놓았다. 고기로 이용하려고 죽인 짐승의 음식적 가치는 여러 해에 걸쳐 젖을 만들어낼 수 있는 같은 짐승에게서 젖을 한 해 동안 뽑아낸 가치와 맞먹기도 한다.
젖의 부작용은 터키의 석기 시대의 도기에서 찾을 수 있다. 가공한 우유가 기원전 6,500년에 소비되었는데 수천 년이 지나서야 성인 인간이 가공하지 않은 우유를 소화할 수 있게 되었다.
소젖이 병 단위로 처음 배달된 것이 1878년 1월 11일이었다. 이 날은 "우유의 날"로 해마다 기리고 있다. 일리노이주의 하버드 마을은 "우유의 날"로 알려진 축제로 하여금 여름이 되면 젖을 기린다.

## 영양
젖의 성분은 종에 따라 크게 다르다. 이를테면 다음과 같은 요인에서 차이가 난다.
- 단백질의 종류
- 단백질, 지방, 설탕 성분
- 다양한 비타민과 무기물 수준
- 버터지방 방울 크기
- 응유의 세기

위와 같은 요인은 이를테면 다음과 같이 차이가 난다:
- 사람의 젖: 평균 1.1%의 단백질, 4.2%의 지방, 7.0%의 젖당, 100 그램 당 72 킬로칼로리 에너지 공급
- 소 젖: 평균 3.4의 단백질, 3.6%의 지방, 4.6%의 젖당, 0.7%의 무기물[13], 100 그램 당 66 킬로칼로리 에너지 공급.

| 성분               | 단위 | 소   | 염소 | 양   | 물소 |
| ------------------ | ---- | ---- | ---- | ---- | ---- |
| 물                 | g    | 87.8 | 88.9 | 83.0 | 81.1 |
| 단백질             | g    | 3.2  | 3.1  | 5.4  | 4.5  |
| 지방               | g    | 3.9  | 3.5  | 6.0  | 8.0  |
| 탄수화물           | g    | 4.8  | 4.4  | 5.1  | 4.9  |
| 에너지             | kcal | 66   | 60   | 95   | 110  |
| 에너지             | kJ   | 275  | 253  | 396  | 463  |
| 당분 (락토스)      | g    | 4.8  | 4.4  | 5.1  | 4.9  |
| 콜레스테롤         | mg   | 14   | 10   | 11   | 8    |
| 칼슘               | mg   | 120  | 100  | 170  | 195  |
| 포화 지방산        | g    | 2.4  | 2.3  | 3.8  | 4.2  |
| 일가 불포화 지방산 | g    | 1.1  | 0.8  | 1.5  | 1.7  |
| 고도 불포화 지방산 | g    | 0.1  | 0.1  | 0.3  | 0.2  |

### 영양적 가치
젖은 8 그램의 단백질을 함유하고 있으며 다른 수많은 영양분이 다음과 같이 포함되어 있다:
- 바이오틴
- 판토텐산
- 아이오딘
- 포타슘
- 마그네슘
- 셀레늄
- 비타민 A
- 비타민 B1
- 비타민 B2
- 비타민 B12
- 비타민 D
- 비타민 K

## 같이 보기
- 젖당못견딤증
- 모유
  - 모유 수유
- 착유기